# アリスの森
アリスの森（アリスのもり）は、茨城県緒川村（現常陸大宮市）にかつて存在した遊園地である。

## 概要
1989年にオープン。ふれあい牧場、アスレチックなどがあった。オープン当初はそこそこの入場者数だったが、その後、入場者数は減少し、わずか4年後の1993年に閉鎖された。現在はほとんどの施設が撤去されている。
2004年にバラエティ番組「Dの嵐!」でロケ地として使用された。